# Малейки (Черниговская область)
Мале́йки (укр. Малі́йки) — село Черниговского района Черниговской области Украины, по обоим берегам реки Пакульки. Население 223 человека.
Код КОАТУУ: 7425581302. Почтовый индекс: 15542. Телефонный код: +380 462.

## Власть
Орган местного самоуправления — Ведильцевский сельский совет. Почтовый адрес: 15542, Черниговская обл., Черниговский р-н, с. Ведильцы, ул. Центральная, 26а.

## Транспорт
Железнодорожная станция Димейка Юго-Западной железной дороги на участке Чернигов — Йолча. підручників, монографій
Особистоств:
Давиденко Володимир Маркович (1940 рік) - вчений-біолог, автор підручників, монорафій і сотень статей.